# Petru Dumitriu
Petru Dumitriu [ˈpetru dumiˈtriw] (Báziás, 1924. május 8. – Metz, 2002. április 6.) román író, számos regény, novella, elbeszélés és esszé szerzője román és francia nyelven.

## Élete
Petru Dumitriu apja, Petre Dumitriu, egy Olt megyei falusi ács fia volt. A román hadsereg tisztje lett, és ezredesi rangig vitte. Anyja, Debretzy Teréz, egy székely kisnemesi református család leszármazottja volt, Debretzy Károly sepsiszentgyörgyi építőmester lánya. Apja Bukarestben is dolgozott, ahol Teréz született. A lány neveltetésének köszönhetően franciául és németül is beszélt a magyaron kívül. Felnőttként szülésznő lett. 1919-ben ismerkedett meg a sebesült Petre Dumitriuval, akit gondozott. Petre Dumitriu százados volt, amikor összeházasodtak és Orsován telepedtek le, ahol a tisztnek háza volt, és az ottani helyőrségnél szolgált. Kezdetben franciául beszéltek egymással, majd Teréz nagyon jól megtanult románul. Hozományként egy kis szőlőt kapott Báziáson, és ott is építtettek házat. Itt született 1924-ben a későbbi író, akit 1931-ben ortodoxként kereszteltek meg.
Rövid időre a századost a Kvadriláterbe, Tutrakanba (románul Turtucaia) helyezték. Ott tartózkodott a család 1926-ban, amikor a második gyermeke született, Lila. Az író a Cronică de familie (Családi krónika) című 1955–1957-ben megjelent regényének a Salata (A saláta) című 11. részében felidézte ezt az időszakot. A szüleit saját nevükön szerepeltette benne: Petre Dumitriu százados és Maria-Theresia Dumitriu, született von Debretzy, a helyszín pedig a Kvadriláterbeli román–bolgár határ. Ott édesanyját székely apa és román bojár származású anya lányaként mutatta be. Lucian Pintilie filmrendező ennek az írásnak az alapján alkotta meg hűen az Egy felejthetetlen nyár című 1994-es filmje forgatókönyvét, ő is megtartva Petru Dumitriu szüleinek a nevét.
A leendő író Orsovában volt kisiskolás 1931 és 1935 között, és magánúton is tanult Henriette Vicenzia Românuval, született Bielussici, aki svájci és francia származású volt, és folyékonyan beszélt olaszul, franciául, németül, angolul, magyarul és románul. Tőle is tanult a gyerek nyelveket.
1935-ben apját a határőrségtől a gyalogsághoz helyezték át Târgu-Jiuba parancsmegszegés miatt, ugyanis nem volt hajlandó agyonlövetni néhány szerb parasztot, akik Báziáson a kertjében dolgoztak, és akiket törvénytelen cselekedetekkel gyanúsítottak. Petru Dumitriu Târgu-Jiuban járt gimnáziumba, és 1941-ben végezte el, majd filozófiai tanulmányokat kezdett el a Bukaresti Egyetemen. Az első év után Humboldt ösztöndíjjal a Müncheni Egyetemen folytatta. Egyik professzora Kurt Huber volt, akit ellenállóként 1943-ban halálra ítéltek és kivégeztek. 1944-ben megszakította a tanulmányait az augusztus 23-i puccs miatt. Már 1943-ban debütált az első szerelemről szóló kisprózával Nocturnă la München (Noktürn Münchenben) címmel a Revista Fundațiilor Regale folyóiratban. 1944-ben újságíróként is kezdett tevékenykedni a Fapta napilapnál.
1945-ben, amikor még csak 21 éves volt, egy tekintélyes zsűri a Kezdők díjával jutalmazta meg az év legjobb novellájáért. A zsűri egyik tagja Henriette Yvonne Stahl francia származású román írónő volt, aki szeretője és irodalmi mentora lett, bár 24 évvel idősebb volt nála. Első kötete 1947-ben jelent meg Euridice. 8 proze (Euridiké. 8 próza) címmel.
1948-ban letartóztatták az apját, mint a régi hadsereg tisztjét, majd 1949-ben szabadon engedték. Azért is, hogy segítsen a szülein, Petru Dumitriu igyekezett a kommunista hatalom kegyeiben járni. Ugyanabban az évben a Flacăra folyóirat szerkesztője lett, és 1950-ben az írószövetség tagja. 1951-ben kitűnt a Drum fără pulbere (Portalan út) című regényével, 1953-ban a Bijuterii de familie (Családi ékszerek) című novellával, és 1954-ben a Pasărea furtunii (Viharmadár) című regénnyel.
Fontos funkciókat töltött be. 1953-ban a Viața Românească irodalmi folyóirat főszerkesztője lett. Az írószövetség vezetőségi tagja volt, és a legfontosabb könyvkiadó igazgatója 1955 és 1959 között. A hatalom kedvence volt, Gheorghe Gheorghiu-Dej, a párt elsőtitkára és Ion Gheorghe Maurer, a külügyminiszter teniszpartnerei közé tartozott. Több alkalommal kapta meg az akkoriban legfontosabb Irodalmi Állami Díjat, Nyugatra is utazhatott, íróként háromszor-négyszer többet keresett havonta, mint egy munkás.
Csak 1955-ben házasodott meg, Henriette Yvonne Stahllal, akinek nehéz volt a helyzete származása miatt. A házasság csak baráti segítség volt Petru Dumitriu részéről, hogy az írónő legalább egy bennfentes volt felesége legyen, ezért csupán egy hét után elváltak. Ugyanabban az évben Irina Medrea lett a felesége.
Az 1955-ben elkezdődött desztalinizáció elősegítette, hogy megjelenjen Petru Dumitriu legjelentősebb műve, a 2000 oldalas Cronică de familie (Családi krónika), három kötetben, (1955–1957). Nagy sikere volt, még Franciaországban is megjelent fordítása a Seuil kiadónál, előbb az első kötet, Les boyards (A bojárok), 1956-ban, majd mind a három, 1959-ben.
A magyar 1956-os forradalom és a szovjet csapatok 1958-as Romániából való kivonulása után a kommunista rendszer újra elnyomóbb lett. Ekkor elkezdték bírálni Petru Dumitriut a sajtóban is különféle ideológiai ürügyekkel. A Securitate is elkezdett érdeklődni iránta. 1959-ben elveszítette kiadóigazgatói funkcióját, és a Művelődésügyi Minisztérium Kiadók Legfelsőbb Tanácsának tagja lett.
1960-ban az író elutazhatott feleségével együtt az NDK-ba, és onnan átmentek Nyugatra. Szüleit, húgát, apja nővérét, sógornőjét és Henriette Yvonne Stahlt letartóztatták, felesége volt dajkájánál hagyott néhány hónapos kislányát pedig állami gondozásba vették. Rokonai egy évig ültek börtönben.
Az író Franciaországtól kért menedékjogot, de nem kapta meg, mert a román értelmiségi emigránsok, köztük Mircea Eliade ellene lépett közbe. Frankfurt am Mainban telepedett le, ahol egy kiadónál kapott állást, de Franciaországban kezdett publikálni. Műveit eleinte előbb románul írta, majd ő maga fordította le franciára. Első emigrációban írott műve 1961-ben jelent meg, a Rendez-vous au jugement dernier (Találkozunk az utolsó ítéletkor) című regény, amelyben a disszidálásához vezető eseményekből is merít. Ugyanabban az évben megszületett a második gyermeke. 1962-ben az Incognito című regényét jelentette meg, amelynek jó visszhangja volt. Az írónak felajánlották a francia állampolgárságot, de ő visszautasította.
Közben Romániában Henriette Yvonne Stahlt hamarabb kiszabadították, mint az író rokonait, azon az áron, hogy egy cikket írattak vele, amelyben azt vallotta, hogy tulajdonképpen ő írta a Családi krónikát. Miután a rokonait is kiszabadították, apjának és húgának kényszerlakhelyen kellett élniük. Sógornője kérte, hogy ő nevelhesse az állami gondozásba vett kislányt, de sikertelenül.
1964-ben megjelent az író L’Extrême Occident (Távol-Nyugat) című önéletrajzi írása, amelyben csalódását a Nyugat iránt és gyökértelenségi érzetét fejezte ki. Elvesztette kiadóbeli állását, és ez is hozzájárult lelki válságához. Ugyanabban az évben sógornőjével eljuttatták hozzá kislányát, miután a Le Monde-ban nyílt levélben kérte ezt, és Ion Gheorghe Maurer hivatalos látogatáson volt Párizsban. Az író főleg ideiglenes reklámipari munkaszerződésekkel szerzett tevékenységgel tartotta el családját.
Az 1967-ben megjelent Le sourire sarde (A szárd mosoly) című regényével eltávolodott a Romániához kötött témáitól. 1968–1969-ben az ókorba helyezett trilógiát publikált: L’Homme aux yeux gris (A szürke szemű ember), amelyért Párizsban a Viking díjat ítélték neki oda, Retour à Milo (Visszatérés Milóba) és Le beau voyage (A szép utazás). Ugyancsak 1969-ben Pierre Travel álnév alatt a Julliard kiadónál, amelynél addig nem publikált, a Le repos ou l’Asie intérieure (A pihenés avagy a belső Ázsia) című regényét jelentette meg.
1970-ben újra identitási válságba, gyökértelenségi érzés és sikertelenség okozta depresszióba esett, és 1978-ig nem publikált. 1971-től Ernst Teves, egy német barátja, akit még gimnazista korában ismert meg, biztosított haláláig neki és családjának havi pénzösszeget. Az ortodox valláshoz fordult lelki problémái megoldása végett, és ilyen szellemű írásokat kezdett írni, például Au Dieu inconnu (Az ismeretlen Istenhez) (1978).
1980-ban megpróbált visszatérni Romániába bizonyos feltételek mellett, mint írói szabadságának és külföldi utazásai lehetőségének biztosítása, de a hatóságok nem egyeztek bele.
1981-ben áttért a római katolikus hitre. Ugyanakkor Bonnba költözött és állást kapott a Posta Minisztériumában, ahol jogszabályokat összegezett a postai alkalmazottak számára. Folytatta vallásos témájú esszék publikálását. 1982-ben megkapta a Francia Nyelvű Vallásos Írók Szövetségének díját a Zéro ou le point de départ (Nulla avagy a kiindulópont) című művéért, de írásainak továbbra sem volt közönségsikere.
1986-ban elhagyta a felesége, és felnőtt lányai is elköltöztek. 1988-ban minden anyagi javairól, könyvtáráról is lemondott, és egy szerény szobát bérelt ki Bonn mellett, Bad Godesbergben. Ugyanakkor megismerkedett a nála 20 évvel fiatalabb Françoise Mohrral, aki gimnáziumi filozófiatanár volt Metzben. Szerelmi viszony jött létre köztük, és 1989-ben Petru Dumitriu Françoise Mohrhoz költözött.
1990-ben Romániában cikkeket kezdtek írni róla irodalmi folyóiratokban, és műveit is elkezdték kiadni, egyrészt emigrálása előttieket (például a Családi krónikát), másrészt azutáni művek román fordításait (például az Incognitót). 1994-ben bemutatták Lucian Pintilie filmjét, az Egy felejthetetlen nyárt.
Az író csak 1996-ban tért vissza Romániába Ion Iliescu akkori államelnök meghívására. Kevés kivétellel a román kulturális közeg hűvösen fogadta. Iliescu a román kultúra utazó nagykövetének nevezte ki megfelelő ellátmánnyal, de mivel az elnököt nem választották újra abban az évben, ezeket megvonták tőle. A Román Akadémia tiszteletbeli tagjának választotta meg. Petru Dumitriu kérte a Román Hírszerző Szolgálattól, hogy adja át a Román Akadémiának az 1960-ban a Securitate által elkobzott nagy mennyiségű kéziratait, de csak egy kis részük került az Akadémiához. Román állampolgárságát sem kapta vissza.
2002-ben hunyt el Metzben, ott is temették el.
2004-ben kiadták három kötetben a fontosabb már kiadott műveit sok kiadatlannal együtt.

## Életműve
Petru Dumitriu tehetségesnek bizonyult már 1943-ban, amikor az első írása jelent meg. A kommunista hatalomhoz szegülve a sztálini szocialista realizmus szellemében írta az 1950-es évek első felében megjelent műveit, de tehetsége ezekben is nyilvánvaló. Később sokan, de önmaga sem bocsátotta meg önmagának, hogy olyan regényeket írt, mint a Viharmadár és főleg a Portalan út. 1995-ben, egy George Pruteanu filológus és politikussal való beszélgetése közben azt mondta könnyező szemmel az utóbbiról, hogy levágná azt a kezét, amelyikkel írta, ugyanis a Duna–Fekete-tenger-csatornát dicsőítette benne, amelyet kényszermunkára ítélt politikai foglyokkal kezdtek el építtetni.
A Családi krónika már csak néhány kedvezményt tesz az addigi irányzatnak. Eredeti narratív módszerrel van megszerkesztve úgy, hogy részeit független novellákként is lehet olvasni, és ezek közül több olyan is van, mint A saláta című 11. rész, amelyek ma is minden szempontból megállják a helyüket. A regény a román társadalom 200 évéről fest képet, amelyben 400-nál több szereplő jelenik meg. George Pruteanu, epikai erejére utalva, Honoré de Balzac regényeivel összehasonlítható, a mindenkori román regények között az legjobb három közé sorolható remekműnek tartotta.
Hasonló sikere csak az 1962-ben közölt Incognitónak volt. A Le Monde-ban Pierre-Henri Simon Borisz Pasztenak Zsivago doktorjához hasonlította. Ő is az epika géniuszát vélte felfedezni az íróban. Ugyancsak a Le Monde-ban Edgar Reichmann is dicsérő kritikát írt róla. A Seuil kiadó a Francia Akadémia díjára javasolta, de ez nem választotta be a jelöltek közé, mivel eredetileg nem franciául íródott, bár maga a szerző fordította le franciára.
Néhány nyelvre is lefordították a fontosabb könyveit. Angolul megjelentek a Családi ékszerek (1961), Találkozunk az utolsó ítéletkor (1962), Incognito (1964). Németül Romániában és az NDK-ban jelentek meg egyesek első művei közül, majd Nyugat-Németországban A bojárok két kötetben (1960,1962), Incognito (1963), Távol-Nyugat (1963), A szárd mosoly (1967), A szürke szemű ember (1972). Magyarul kiadták a Családi ékszereket (Szépirodalmi Kiadó, 1950, 1955) és a Falusi krónikát (Szépirodalmi kiadó, 1959).
Már az 1950-es években filmek is készültek műveiből. Kettőjük forgatókönyvét ő maga írta: În sat la noi (Falunkban) (1951), a Nopțile din iunie (Júniusi éjszakák) (1949) című novellája nyomán, Viharmadár (1957), az azonos című regényéből. A harmadikat, más írók forgatókönyvével készült Családi ékszereket 1958-ban mutatták be.
Az 1990-es években két vele készített párbeszédeket tartalmazó kötet jelent meg: Eugen Simion, Convorbiri cu Petru Dumitriu (Beszélgetések Petru Dumitriuval), és George Pruteanu, Pactul cu diavolul: șase zile cu Petru Dumitriu (Paktum az ördöggel: hat nap Petru Dumitriuval). Ezekben beismerte a kommunista hatalommal való cimborázásának bűnét. A könyvek szerzői jóindulatúak voltak iránta, de sok más román értelmiségi nem. Például Nicolae Manolescu irodalomtörténész és kritikus szerint Petru Dumitriu ugyanazzal a gőggel írta újra a múltját, mint annak idején a Portalan út című regényét, és egyáltalán nem lehet őszintének tekinteni, hanem vallomásait vagy az őszinteség színlelésének, vagy szemenszedett hazugságnak lehet minősíteni.

## Magyarul megjelent művei
- Családi ékszerek. Regény; ford. Réz Ádám; Szépirodalmi, Budapest, 1950
- Farkasvadászat / Júniusi éjszakák; ford. Aradi Nóra; Szikra, Budapest, 1950
- Az igazság nevében. Novella; ford. Fáskerthy György; Állami Irodalmi és Művészeti Kiadó, Bukarest, 1952
- Tavaszi szél. Elbeszélés; ford. Fodor Sándor; Állami Irodalmi és Művészeti Kiadó, Bukarest, 1955 (Kincses könyvtár)
- Márciusi szél. Elbeszélések; ford. Réz Ádám; Új Magyar Kiadó, Budapest, 1955
- Falusi krónika. Regény; ford. Fodor Sándor; Állami Irodalmi és Művészeti Kiadó, Marosvásárhely, 1956
- Viharmadár. Regény; ford. Dániel János; Ifjúsági, Bukarest, 1957
- Falusi krónika. Kisregény / Gyűlölködés / Tavaszi szél; ford. Fodor Sándor, utószó Köpeczi Béla; Szépirodalmi, Budapest, 1959